# 약목중학교
약목중학교(若木中學校)는 대한민국 경상북도 칠곡군 약목면 복성리에 있는 공립 중학교이다.

## 학교 연혁
- 1955년 5월 19일 : 약목중학교 설립 인가
- 1955년 6월 10일 : 개교
- 1972년 12월 16일 : 약목고등학교 병설 설립 인가
- 1979년 1월 25일 : 약목중.고등학교 분리
- 1984년 3월 1일 : 약목중.고등학교 통합
- 1989년 9월 1일 : 약목중.고등학교 분리
- 2011년 2월 28일 : 학교 개축
- 2020년 3월 1일 : 2020학년도 교과교실제 운영
- 2022년 3월 2일 : 제67회 입학식(남 20명, 여 19명 계 39명 입학)
- 2022년 9월 1일 : 제26대 전미경 교장 부임
- 2023년 1월 5일 : 제66회 졸업식 졸업생 49명(총 12,919명 졸업)

## 참고 자료
- 약목중학교 - 한국교육학술정보원 학교알리미